# Shock rock

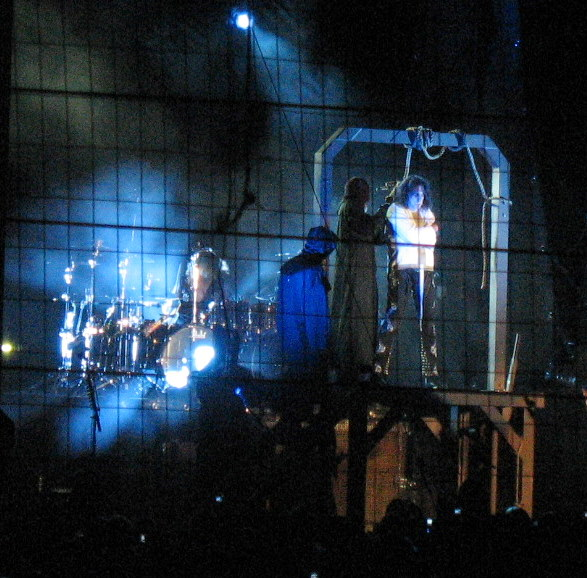
Alice Cooper "na forca" durante um concerto em 2007.

Shock rock é um termo genérico que refere-se a artistas que combinam gêneros de rock e heavy metal com elementos teatrais que provocam choque em performances ao vivo, no visual ou mesmo em capas de discos. As apresentações podem incluir comportamento violento ou provocativo dos artistas, o uso de imagens e símbolos que chamam a atenção, fantasias, máscaras, pinturas faciais e corporais ou efeitos especiais como pirotecnia ou sangue falso. O shock rock frequentemente costuma incluir elementos de terror.

## História
Screamin' Jay Hawkins foi, indiscutivelmente, o primeiro artista de shock rock. Depois de seu sucesso com o hit  "I Put a Spell on You" de 1956, Hawkins começou a fazer truques em alguns de seus shows ao vivo; ele emergia de um caixão, cantava em um microfone em forma de crânio e detonava bombas de fumaça. Outro artista que fazia truques semelhantes era o cantor e compositor britânico Screaming Lord Sutch.
Os anos 1960 trouxeram muitos artistas de proto-shock rock. No Reino Unido, o  The Who  muitas vezes destruía seus instrumentos, o The Move  fazia o mesmo em palcos de TV, e Arthur Brown usava maquiagens chamativas e um capacete em chamas. Nos EUA, Jimi Hendrix incendiou sua guitarra no Monterey Pop Festival em 1967, enquanto que o músico de  Iggy Pop, de Detroit, obteve bastante reconhecimento com sua persona violenta que encarnava nos shows; Iggy usualmente jogava-se no palco, chegando até a ferir os outros membros da banda.
Com sua carreira abrangendo o meio dos anos 1960 até hoje o cantor americano  Alice Cooper  aperfeiçoou o shock rock, com dispendiosos ilusionismos e  truques, como simulações de decapitação por meio de elaborados efeitos especiais. No início dos aos 1970, a combinação única de  heavy metal e punk rock de Cooper, somado a letras sarcásticas e inevitavelmente controversas, provou ser uma poderosa inspiração para muitos futuros artistas como KISS   (nos anos 1970); W.A.S.P., Gwar e King Diamond (nos anos 1980);  e Marilyn Manson (nos anos 1990).
Do fim da década de 70 até sua morte de 1993, GG Allin  foi mais conhecido por seus atos transgressivos do que por sua música. Allin  muitas vezes despia-se e apresentava-se nu, defecava no palco, comia sua fezes, cortava-se e atacava pessoas da plateia (supostamente teria ateado fogo em um fã após um show em  Ann Arbor, Michigan). Ele também era conhecido por bater sua cabeça contra o microfone e prometeu por muitos anos que ele cometeria suicídio no palco como um sacrifício ao rock and roll (embora ele tenha morrido acidentalmente por uma overdose de heroína em uma festa). As letras de canções de Allin  continha muito conteúdo politicamente  incorreto.
Nos anos 1980 em Richmond, Virginia, o Gwar surgiu como uma colaboração de artistas e músicos. Os membros da banda fizeram suas próprias fantasias de monstros, os quais afirmam que inspiraram-se em muitas das criaturas do multiverso literário  H. P. Lovecraft chamado Cthulhu Mythos. O Gwar usualmente incorpora atoa teatrais extravagantes em seus shows, como simulações de luta e intenções de matar uns aos outros. O Gwar condenou Eldon Hoke, vocalista do Mentors, durante sua presença no  The Jerry Springer Show, por ter defendido o estupro em sua entrevista.
Nos anos 1990 e 2000, Marilyn Manson veio a ser, possivelmente, o mais notável e conhecido artista de shock rock. Uma vez ele foi chamado pelo antigo senador americano Joseph Lieberman  como "talvez o grupo mais doentio já promovido por uma companhia musical mainstream". As atitudes polêmicas de Manson no palco, como queimar a bandeira americana e rasgar páginas da bíblia, tem sido causas de protestos durante sua carreira. Manson argumentou que cada artista tem seus meios de apresentação e que seus estilos visuais e vocais são apenas uma forma dele controlar o ângulo que a sua audiência e o público em geral veem e interpretam o que ele está tentando transmitir artisticamente.

## Artistas notáveis
| - 45 Grave - Alice Cooper - Arthur Brown - Black Sabbath - Black Veil Brides - Bloodhound Gang - Butthole Surfers - Cannibal Corpse - Christian Death - Combichrist - Coven - Cradle of Filth - The Cramps - Dwarves - The Damned - Danzig - Death SS - Deathstars - Dir En Grey - Fright Knight - GG Allin - Ghost - Gwar | - Hanzel und Gretyl - Iggy Pop - Iron Maiden - King Diamond - Kiss - Lordi - Lizzy Borden - Marilyn Manson - Mercyful Fate - Mindless Self Indulgence - Ministry - Misfits - Mötley Crüe (no início) - Mudvayne (no início) - Mushroomhead - New York Dolls - Nine Inch Nails | - Ozzy Osbourne - Plasmatics - Rammstein - Rob Zombie - Samhain - Screamin' Jay Hawkins - Screaming Lord Sutch - Sex Pistols - Skinny Puppy - Slipknot - Twisted Sister - Undercover Slut - Venom - W.A.S.P. - White Zombie |